# Ernfrid Rydberg
Erik Gunnar Ernfrid Rydberg (ur. 29 października 1896 w Sztokholmie, zm. 3 grudnia 1976) – szwedzki lekkoatleta.

## Kariera
Na Letnich Igrzyskach Olimpijskich 1920 zajął 5. miejsce w finale konkursu skoku o tyczce.